# 気管支
気管支（きかんし）は空気を肺へ導く臓器である。下気道の一部である。気管から最初に分岐する一次気管支（主気管支）は、気管分岐部で右主気管支と左主気管支に分かれる。これらは最も幅の広い気管支で、右肺と左肺のそれぞれの肺門に入る。主気管支はより細い二次気管支（別名: 葉気管支）に分岐し、これらはさらに細い三次気管支（別名: 区域気管支）に分岐する。区域気管支のさらなる分岐は第4次、第5次、第6次区域気管支として知られ、あるいはまとめて亜区域気管支と呼ばれる。気管支の内腔は軟骨で維持されている。一方、細くなって軟骨による支持がなくなった気管支は細気管支として知られる。気管支ではガス交換は行われない。気管支は、その分岐が木を逆さまにした様子と似ていることから気管支樹とも呼ばれる。気管支鏡検査を用いて、この気管支樹の研究と治療を行う医学のサブスペシャリティは気管支学と呼ばれる。

## 構造

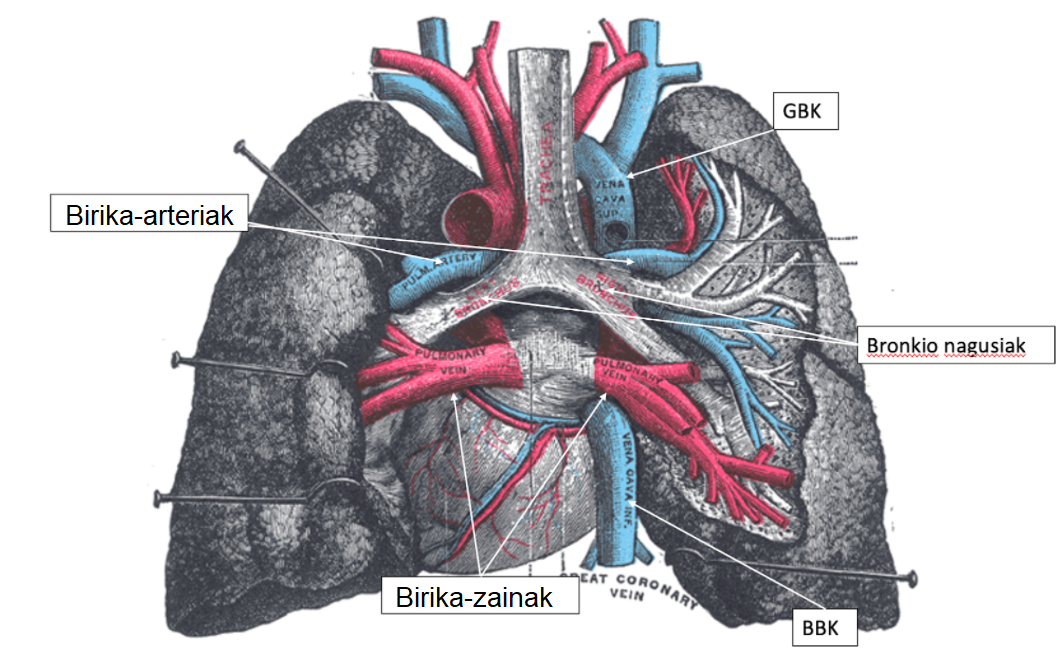
気管、気管支は心臓の後上方、大動脈弓（図左上の赤く塗色された太い血管）の後方、肺静脈（図中央の赤く塗色された血管の束）の前方に位置する。

気管は気管分岐部で2つの主気管支すなわち一次気管支である左気管支と右気管支に分岐する。気管分岐部は第4-5胸椎の高さに位置する。
右主気管支は左主気管支と比べて太く、短く、垂直に近い。その平均長は1.09 cmである。右主気管支は第5胸椎付近で右肺の肺門に入る。右主気管支は3つの二次気管支（別名: 葉気管支）に分岐し、右肺の3つの葉—上葉、中葉、下葉に酸素を供給する。奇静脈は後方から気管支をまたぎ、右肺動脈は最初は気管支下方に、その後前方に位置する。右主気管支は始点から約2 cm離れた位置で、右肺上葉への分枝を出し、これは肺動脈上気管支（eparterial bronchus）とも呼ばれる。「動脈上（eparterial）」とは右肺動脈の上方に位置することを指す。右気管支はその後動脈の下を通り、「肺動脈下」枝として知られ、中葉と下葉への2つの葉気管支に分岐する。
左主気管支は右主気管支より細いが長く、長さは5cmである。第6胸椎の高さで左肺の肺門に入る。大動脈弓の下を通り、食道、胸管、下行大動脈の前を横切る。左主気管支は2つの二次気管支または葉気管支に分岐し、左肺の2つの葉—上葉と下葉に空気を供給する。左肺動脈は最初は左主気管支上方に、その後前方に位置する。つまり、左主気管支は右主気管支と異なり、肺動脈の上方に位置しない。この肺動脈は、元々両側性に存在していたはずのものが、本来の左主気管支諸共、人類進化の途上で消滅したという説が有力視されていた時期があった（気管支消滅説）。残存しているのは発生学的には中葉への気管支で、上葉への気管支に見えるというわけである。
二次気管支はさらに三次気管支（区域気管支としても知られる）に分岐し、それぞれが気管支肺区域に空気を供給する。気管支肺区域は結合組織の中隔によって肺の他の部分と区切られた肺の区分である。この特性により、気管支肺区域は他の区域に影響を与えることなく外科的に切除することができる。元来、各肺には10個の区域があるが、発生過程で左肺は2葉となる。すなわち、2対の区域が融合して8個となり、各葉4個ずつとなる。三次気管支はさらに第4次、第5次、第6次区域気管支として知られる3つの分岐に分かれ、これらはまとめて亜区域気管支とも呼ばれる。これらは多くのより細い細気管支に分岐し、それらは終末細気管支に分かれ、そのそれぞれがさらにいくつかの呼吸細気管支に分かれ、これらは2個から11個の肺胞管に分岐する。各肺胞管には5個から6個の肺胞嚢が繋がっている。肺胞は肺におけるガス交換の基本的な解剖学的単位である。
主気管支は比較的大きな内腔を持ち、呼吸上皮で裏打ちされている。この上皮には口の方向に向かって動く繊毛があり、これは塵やその他の小さな粒子を除去する。上皮の下には平滑筋層があり、反対方向にらせん状に巻く2本の筋肉の帯として配置されている。この平滑筋層には壁内に粘液を分泌する漿粘液腺が含まれている。硝子軟骨は気管支に存在し、平滑筋層を取り囲んでいる。主気管支では、軟骨は気管と同様にC字型の輪を形成し、後方には軟骨がない。より細い気管支では、不連続な軟骨板となる。これらの軟骨によって気管支は構造的に支持され、気道は開いた状態に保たれる。
細気管支では軟骨は存在しない。細気管支では、平滑筋がよく発達している。気管支喘息では、この平滑筋が異常な収縮を起こし、気道を狭窄させてしまう。気管支壁の厚さは通常、気管支直径の10%から20%である。

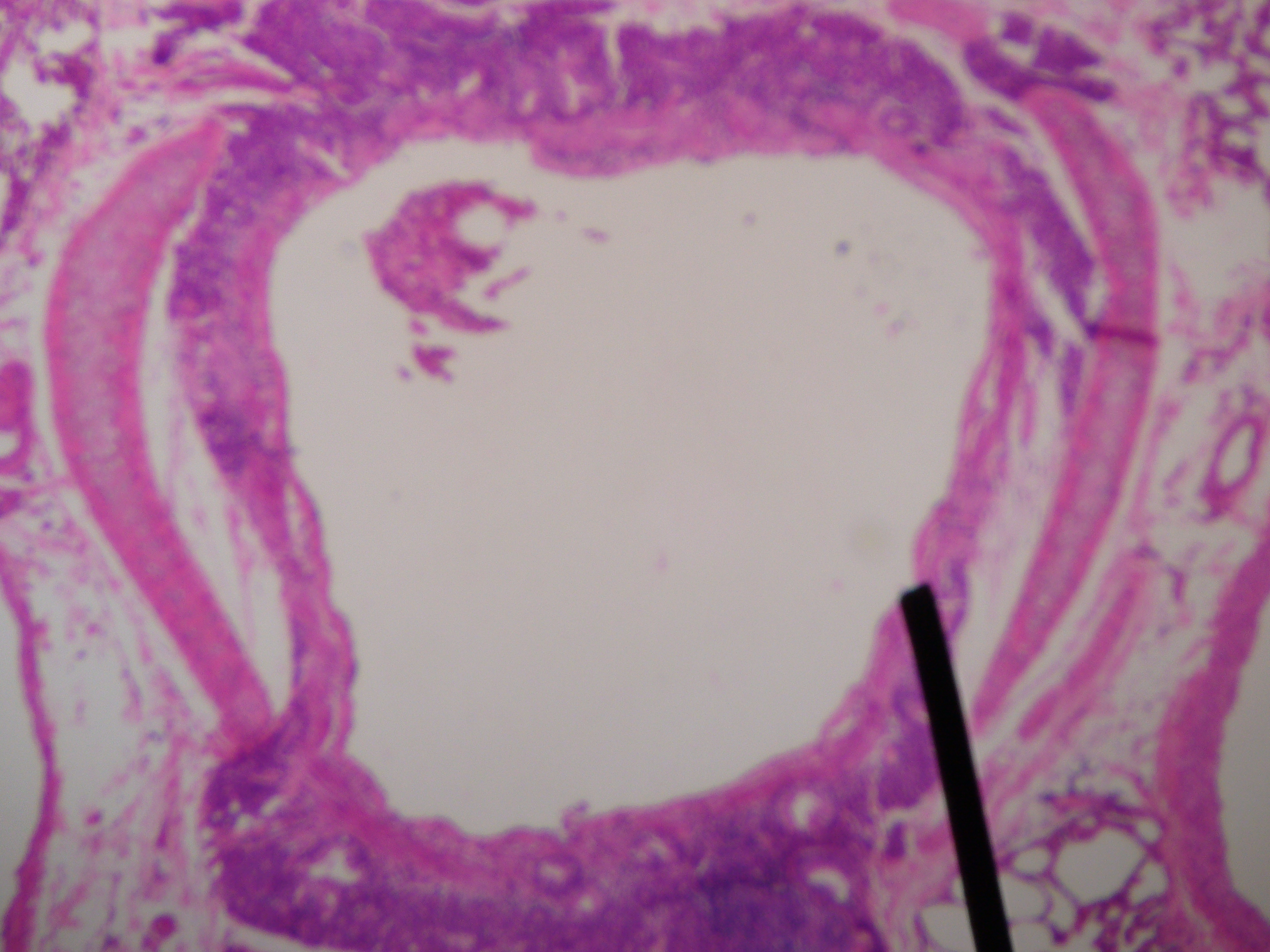
二次気管支の断面
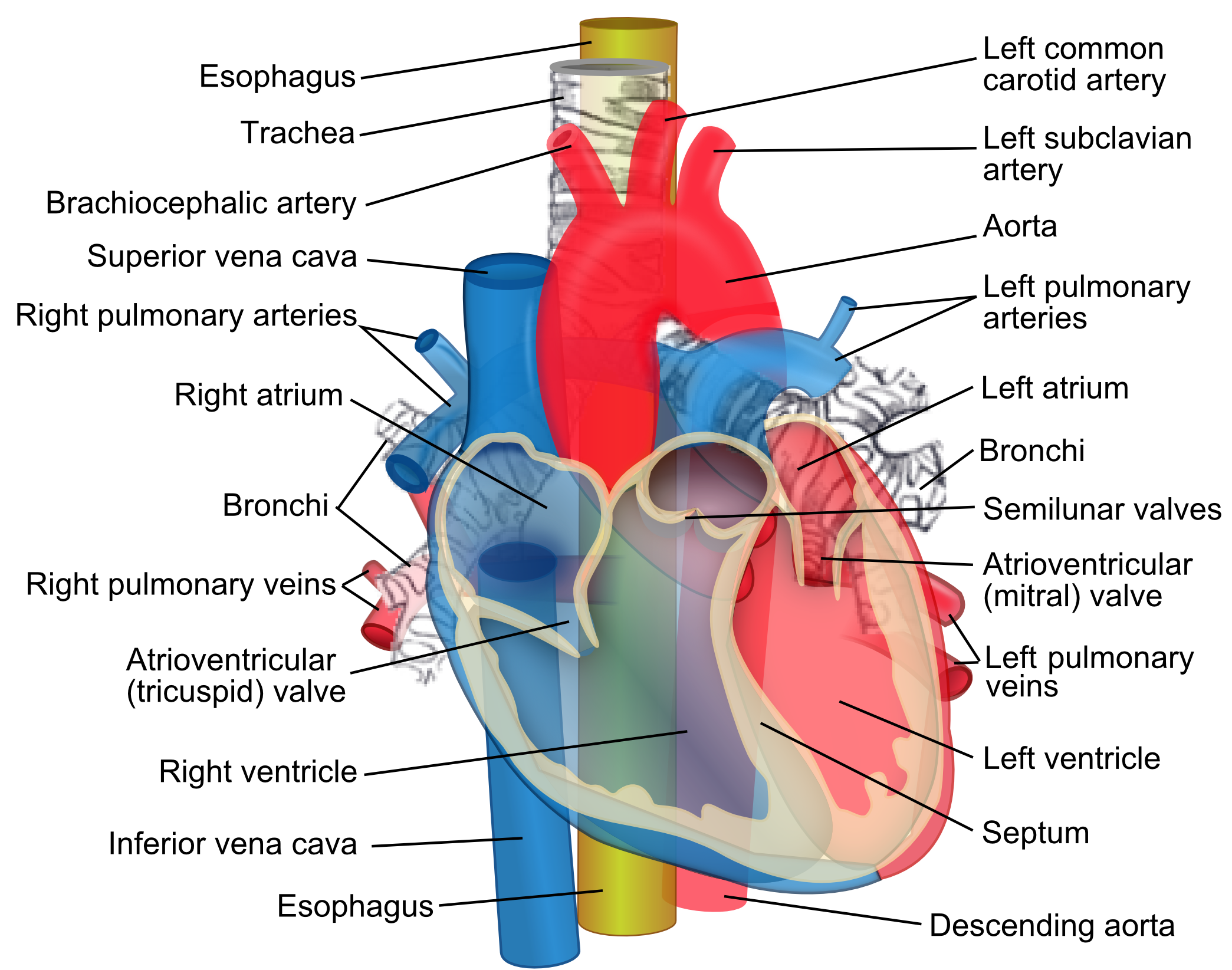
左右の主気管支は心臓の後ろに位置している。

### 微細解剖

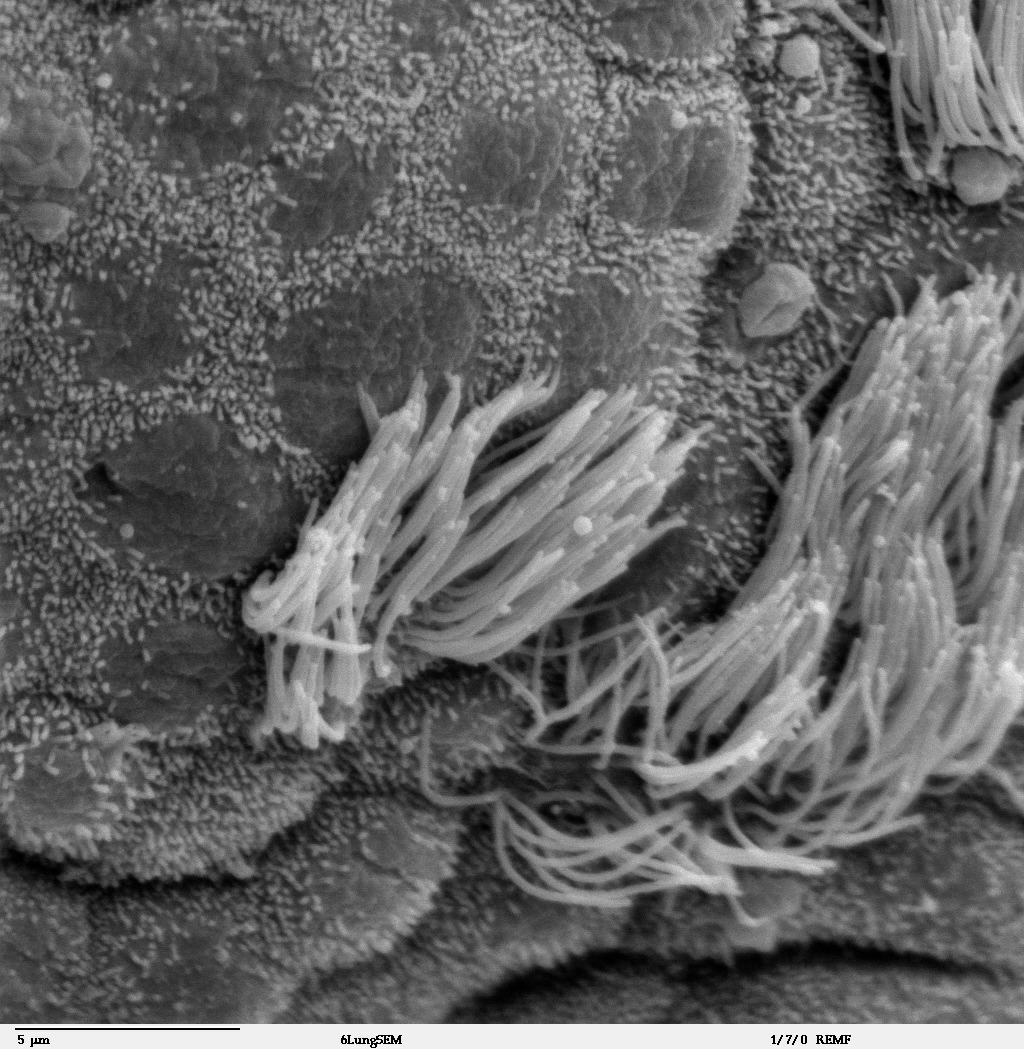
気管支上皮上の繊毛と非常に細い微絨毛。

主気管支（一次気管支）の軟骨と粘膜は気管のものと類似している。これらは呼吸上皮で裏打ちされており、多列繊毛上皮（別名: 繊毛偽重層上皮）に分類される。主気管支の上皮には杯細胞が含まれており、これは腺細胞の単層円柱上皮細胞で、粘液の主成分であるムチンを産生する。粘液は粘液線毛クリアランス過程において気道を清浄に保つ上で重要な役割を果たす。
気管支樹の分岐が進むにつれて、壁中の硝子軟骨の量は減少し、細気管支では消失する。軟骨が減少するにつれて、平滑筋の量は増加する。粘膜も繊毛偽重層円柱上皮から、単層線毛立方上皮へ、そして肺胞管と肺胞では単層扁平上皮へと移行する。

### 変異
0.1から5%の人々において、気管分岐部より前の気管から右上葉気管支が分岐することがある。これは気管気管支として知られ、解剖学的変異として見られる。これには複数の変異があり、通常は無症状だが、反復性感染などの肺疾患の根本原因となることがある。そのような場合、区域切除がしばしば治療となる。
副心臓枝（accessory cardiac bronchus）の発生率は約0.3%で、右主気管支の上葉気管支と中葉・下葉気管支の分岐部の間の中間気管支幹から生じる副気管支として現れる。
副心臓枝は通常無症状だが、持続性の感染や喀血を伴うことがある。観察された症例の約半数で、副心臓枝は短い盲端の気管支断端として現れ、残りの症例では気管支が分岐を示し、関連する通気性の肺実質を伴うことがある。

### 神経支配
気管支には第2から第7胸髄に由来する交感神経節後繊維が分布する。交感神経亢進により、気管支は弛緩する。気管支は副交感神経である迷走神経の支配も受ける。副交感神経亢進では、気管支は収縮し、気管支の分泌物は増加する。運動が必要となる状況、すなわち闘争と逃走の状況においては、交感神経が亢進し、気管支が拡張して血液中に酸素を取り込みやすくなる。

### 血行支配
肺は、肺動脈と気管支動脈の二重の血液供給源を持つ。肺動脈はガス交換に大きな役割を果たし、酸素に乏しい血液（静脈血）を肺に送る。気管支動脈は、肺動脈よりもはるかに細いが、酸素化された血液（動脈血）を気管支樹、大血管、リンパ節などに送る。

## 機能
気管支は吸入された空気を肺の機能的組織である肺胞まで運ぶ機能を持つ。肺内の空気と毛細血管内の血液間のガス交換は肺胞管と肺胞の壁を通して行われる。肺胞管と肺胞は主に単層扁平上皮で構成されており、これにより酸素と二酸化炭素の急速な拡散が可能となる。

## 臨床的意義

(T) 気管支壁の厚さ(D)気管支の直径

### 検査・処置

#### 画像診断
CTスキャンで見られる気管支壁の肥厚は、一般的には（ただし必ずしもではない）気管支の炎症（気管支炎）を示唆する。気管支壁の厚さと気管支直径の比は0.17から0.23の間である（右図参照）。

#### 気管支造影
気管支造影とは、気管支に造影剤を注入し、気管支の形態をX線撮影で分析する検査である。かつては、肺癌や気管支拡張症の診断に不可欠であったが、手技に熟練を要し、患者への負担がかなり大きく、必要な造影剤プロピリオドンが製造中止となるなど、実施が困難となり、他の画像診断法に取って代わられつつある。

#### 気管挿管

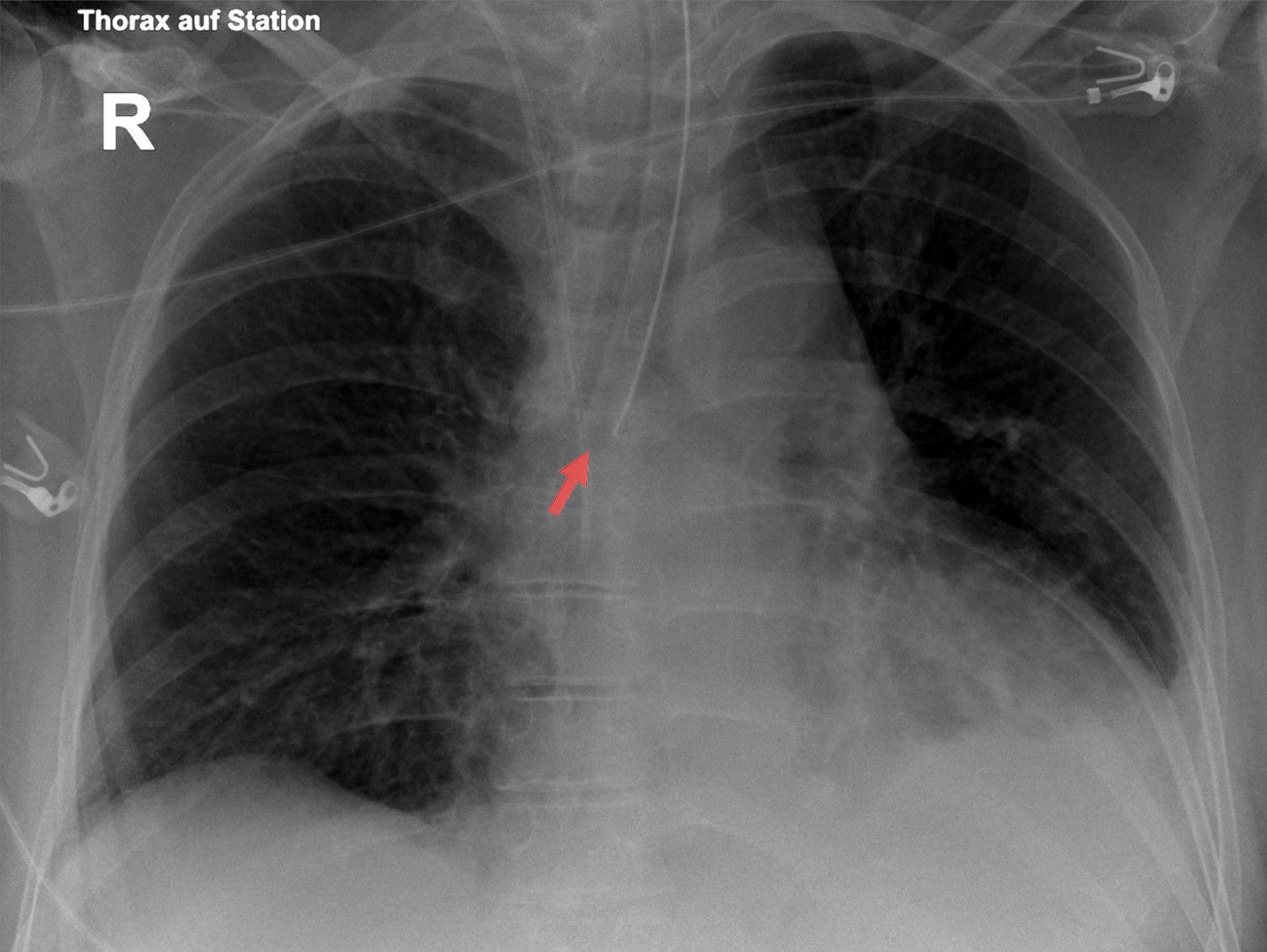
右の気管支まで入ってしまった気管チューブ（赤矢印）。本来は気管までの深さにとどめておくべきである。

気管チューブを挿管の際に深く挿入しすぎると、通常右気管支に入り、右肺のみが換気される結果となる（片肺挿管）。

### 疾患

#### 気管支炎
気管支炎は気管支の炎症と定義され、急性と慢性がある。急性気管支炎は通常ウイルスや病原性細菌による感染が原因である。慢性気管支炎の多くの患者は慢性閉塞性肺疾患（COPD）も患っており、これは通常喫煙や長期的な刺激物への暴露と関連している。

#### 誤嚥
左主気管支は右主気管支よりも大きな角度で気管から分岐する。また右気管支は左よりも太く、これらの違いにより右肺は誤嚥の問題を起こしやすい。食物、液体、または異物が誤嚥された場合、それらは右主気管支に詰まりやすい傾向がある。細菌性肺炎や誤嚥性肺炎が生じることがある。

#### 喘息
喘息は炎症性要素を伴う気管支過敏性を特徴とし、しばしばアレルゲンに対する反応として生じる。
喘息では、気管支の収縮により呼吸困難が生じ、息切れを引き起こすことがある。これは低酸素症につながる可能性がある。このような場合、インヘラー（吸入器の一種）を使用して問題を解決することができる。インヘラーによって気管支拡張薬を投与すると、気管支痙攣が軽快し 、気道を再拡張させる効果がある。この効果は迅速である。

#### 気管支閉鎖症
気管支閉鎖症は多様な症状を呈する稀な先天性疾患である。気管支閉鎖症は気管支の発生における異常で、1本または複数の気管支—通常は区域気管支、時に葉気管支が影響される。この異常では気管支が盲端となる。周囲の組織は正常に粘液を分泌するが、それが蓄積して気管支は拡張する。これは局所性の肺気腫につながることがある。
蓄積した粘液は粘液栓または気管支瘤、あるいはその両方を形成することがある。漏斗胸は気管支閉鎖症に合併することがある。

## 歴史
17世紀には解剖学者により、溶かした金属を遺体に流し込んだあとに肺組織を除去することにより、気管支の鋳型が作成されていた。しかし、彼らの興味の中心は肺の微細構造にあり、気管支の構造が詳細に研究されるのは19世紀後半まで待たねばならなかった。
1882年、スイスの解剖学者、クリストフ・テオドール・エビーが初めて、気管支樹の詳細構造を報告した。

## 関連文献
- Moore, Keith L. and Arthur F. Dalley. Clinically Oriented Anatomy, 4th ed. (1999). ISBN 0-7817-5936-6.